# Hermógenes Walter Braido
Hermógenes Walter Braido (São Caetano do Sul, 16 de março de 1927 – São Paulo, 15 de novembro de 2008) foi um administrador, industrial e político brasileiro. Foi vereador e prefeito de São Caetano do Sul, na região metropolitana de São Paulo, por três mandatos e também deputado estadual.
Filho de imigrantes italianos, Braido nasceu em São Caetano do Sul. Começou a trabalhar com agroquímica na Vila Alpina, em São Paulo, quando abriu junto a sua família uma pequena indústria que pouco depois mudou-se para São Caetano do Sul devido à sua ampliação, passando a gerenciá-la após concluir o curso de administração de empresas. Ainda em atividade, a indústria atualmente leva seu nome. Braido casou-se aos 23 anos e teve uma filha.

## Carreira política
Iniciou sua vida política em 1952, quando candidatou-se a vereador de São Caetano do Sul pelo PDC (Partido Democrata Cristão) e foi suplente. Na eleição seguinte foi eleito com pouco mais de 400 votos e exerceu seu mandato entre 1957 e 1961. Foi prefeito de São Caetano do Sul pela primeira vez entre 1965 e 1969, quando iniciou obras essenciais para o desenvolvimento da cidade.
Após seu primeiro mandato como prefeito, filiou-se ao ARENA e foi eleito deputado estadual nas eleições gerais de 1970, junto ao governador Laudo Natel. Braido já era conhecido por ser um importante e popular político da região do ABC. Exerceu sua função na Assembleia Legislativa de São Paulo entre 1971 e 1973, quando voltou à prefeitura de São Caetano do Sul eleito com mais de 90 por cento dos votos e executou projetos arrojados, como a duplicação da Avenida Goiás, principal via da cidade. Considerado o melhor prefeito do município, exerceu seu terceiro mandato de 1983 a 1988, seu último cargo político.

## Morte
Após seu último mandato, Braido apoiou outros candidatos à prefeitura de São Caetano do Sul como seu sucessor, Luiz Olinto Tortorello, e nos últimos anos de vida concentrou-se e investiu exclusivamente em sua empresa. Morreu em 15 de novembro de 2008, de falência múltipla dos órgãos.